# بولینتین-وله
شهر بولینتین-وله (به رومانیایی: Bolintin-Vale) در شهرستان جورجی در کشور رومانی واقع شده‌است. جمعیت این شهر ۱۱٬۴۶۴ نفر  است.